# La Vilella Alta
La Vilella Alta ist eine Gemeinde im Süden Kataloniens mit 128 Einwohnern (Stand: 2024) und liegt in der Provinz Tarragona und der Comarca Priorat. 

## Lage
La Vilella Alta liegt etwa 36 Kilometer westnordwestlich von Tarragona in einer Höhe von ca. 370 m. 

## Bevölkerungsentwicklung
| Jahr      | 1970 | 1981 | 1991 | 2001 | 2011 | 2021 |
| Einwohner | 188  | 147  | 136  | 123  | 140  | 131  |

## Sehenswürdigkeiten
- Luzienkirche